# شمال غرب إنجلترا
تعد شمال غرب إنجلترا إحدى المناطق التسع الرسمية في إنجلترا حيث تتألف من محافظات شيشاير وكومبريا ومانشسترالكبرى ولانكشاير وميرسيسايد. وبلغ عدد سكان شمال غرب إنجلترا 7052000 نسمة في عام 2011. وتعد شمال غرب إنجلترا إحدى ثالث أكثر المناطق المكتظة بالسكان بعد جنوب شرق إنجلترا ولندن الكبرى.

## الحدود الجغرافية
يحدها شمالاً إلى الشرق منطقة القمة وبينينز وإلى الغرب البحر الأيرلندي. وتمتد المنطقة من الحدود الأسكتلندية في الشمال إلى منطقة غربميد لاندز في الجنوب ممتدةً إلى جنوب غرب البلاد شمال ويلز.
يوجد فيها أعلى قمة في شمال غرب إنجلترا (وأعلى قمة في إنجلترا) وهي سكافل بايك وأيضا كومبريا على ارتفاع 3,209 قدم (978م) وتشكل مزيج من المناظر الطبيعية في الريف والحضر وتتمحور التجمعات السكانية الكبيرة حول ليفربول ومانشستر وتحتل جزءًا كبيرا من جنوب المنطقة. وتضم شمال المنطقة كمبريا وشمال لا نكشاير وهي منطقة ريفية كبيرة أقصى الجنوب والذي يضم أجزاءً من شيشاير المنبسطة ومنطقة بيك. واحتوت المنطقة على مناطق أجزاء اشتملت على ثلاث حدائق وطنية (كل من منطقة البحيرة، وأجزاء صغيرة من منطقة القمة وأودية بوكشاير) وثلاث مناطق من المناطق ذات الجمال الطبيعي الأخاذ (كل من أرينسايد وسيلفرديل وساحل سولواي وكلها تقريبا من في غابة بولاند)

## الحكومة المحلية
بعد إلغاء مجالس المقاطعات الكبرى مانشستر وميرسيسايد في عام 1986 تم نقل السلطة إلى العاصمة بوروو مما جعلها على نحو فعال ووحدوي مركزية السلطة. في نيسان 2011، اكتسبت مانشستر الكبرى هيئة إدارية من الدرجة الأولى على شكل سلطة مشتركة، وهذا يعني أن العشر مانشستر الكبرى ويوروو تعد سلطة من الدرجة الثانية. 
علم السكان 
يحصى يشكل التعداد السكاني والكثافة والمستوطنات لسكان شمال غرب إنجلترا فقط 13٪ من سكان إنجلترا بشكل عام فقط. و 37.86% من سكان شمال الغرب تسكن الذين يسكنون في مانشستر الكبرى، 21.39% في لانكشاير، 20.30% في ميرسيسايد، 14.76% في شيشاير و 7.41% يعيشون في كمبريا أكبر مقاطعة جغرافية.

## الأعراق
ووفقا لتقديرات مكتب الإحصاء الوطني عام 2009 بأن 91.6%(6,323,300) من السكان في المنطقة يصفون أنفسهم بأنهم بيض،88.4%(6,101,100) من البيض البريطانيين،1.0(67,200) من البيض الأيرلنديين و 2.2%(155,000) من البيض الأخرين.
يشكل الجنس المختلط للسكان نحو 1.3%(93,800)من سكان المنطقة. وهناك 323800 من جنوب أسيا حيث يشكلون 4.7% من السكان، و 1.1% من البريطانيين السود (80,600). و39,900)0.6%) من السكان هم صينيون و0.5% (36,500)) من الأشخاص ينتمون إلى جماعة عرقية أخرى. 
وتعد شمال غرب إنجلترا منطقة متنوعة جدا بالإضافة إلى أن أكثر المدن تنوعا في اورربا مانشستر وليفربول. ويمثل المسلمون من سكان بلاكبيرن مع داروين نسبة 19.4% ، وتعد ثالث أعلى منطقة في نسبة السكان المسلمين من بين جميع السلطات المحلية في المملكة المتحدة وأعلاها خارج لندن. وهناك مناطق مثل موس سايت في مانشستر الكبرى وهي تعد موطن ل 30%+ من سكان بريطانيا السود. في المقابل بلدة القديس.
هيلين في ميرسيسايد على نحو غير اعتيادي لمنطقة المدينة، اشتملت على نحو غير اعتيادي على نسبة منخفضة جدا من الأقليات العرقية قدرت ب 98٪ من البيض البريطانيين. [7] وتعد مدينة ليفربول أكثر من 800 عاما واحدة من الأماكن القليلة في بريطانيا حيث الأقليات العرقية تتبع السكان على مدى العشرات من الأجيال وكونها أقرب مدينة إنجليزية كبرى إلى ايرلندا فهي موطن لعدد سكانها الايرلندي الكبير، مماأسفر عن ترابط تجارة الرقيق البريطانية في المدينة لتكون موطنا واحدا أكثر من أي وقت مضى لأولى المجتمعات المنحدرة من منطقة البحر الكاريبي في المملكة المتحدة دائما.
الملخص
هناك حوالي 400,000 شخص يعيشون في الشمال الغربي من العرق الأسيوي.
وقرابة 125,000 شخص من الشمال والشمال الغربي بنسبة كاملة أو جزئية هم من الأصول الأفريقية الفرعية ومنطقة البحر الكاريبي.
وتتشكل واحدة من بين الجماعات العرقية من غير البيض في الشّمال الغربي من باكستان 
والبالغ عددهم على الأقل 144400شخص. 
مكان الميلاد
لا تشير القائمة في الأسفل إلى كيف ينتمي العديد من الأشخاص للمجموعة العرقية (
مثلا هناك أكثر من 25,000 شخصا من الايطاليين العرقين في مانشستر وحدهم، 
[8] في حين يعيش 6,000 شخص فقط من الإيطالين المولودين في الشمال الغربي).
ونشير إلى خمسة عشر بلدا الأكثر شيوعا في عام 2001 ميلادي للمواطنين في المنطقة الشمالية الغربية على النحو التالي: 
(تقديرات عام 2008 متاحة بين القوسين)
- إنجلترا - 6169753 نسمة
- اسكتلندا - 109163 نسمة
- ويلز - 73850 نسمة
- ايرلندا - 56887 نسمة (51,000 في عام 2008)
- باكستان - 46529 نسمة (58,000 في عام 2008)
- ايرلندا الشمالية - 34879 نسمة
- الهند - 34,600 نسمة (48,000 في عام 2008)
- ألمانيا - 19931 نسمة (25,000 في عام 2008)
- الصين وهونغ كونغ - 15491 نسمة
- بنغلاديش - 13746 نسمة
- جنوب أفريقيا - 7740 نسمة
- الولايات المتحدة الأمريكية - 7037 نسمة
- جامايكا - 6,661 نسمة
- إيطاليا - 6,325 نسمة
- أستراليا - 5,880 نسمة
- بولندا - (37,000 في عام 2008)

## التركيبة السكانية

### عدد السكان والكثافة السكانية والمستوطنات
المصدر: مكتب الإحصاء الوطني.
| المنطقة        | عدد السكان | الكثافة السكانية | أكبر قرية/مدينة                  | أكبر منطقة حضرية                           |
| -------------- | ---------- | ---------------- | -------------------------------- | ------------------------------------------ |
| مانشستر الكبرى | 2,629,400  | 2,016/كم²        | مانشستر (510,700) (2012 تقريبا.) | مانشستر الكبرى المنطقة الحضرية (2,240,230) |
| لانكشر         | 1,449,600  | 468/كم²          | بلاكبول (142,100)                | بريستون/شرلي/ليلاند منطقة حضرية (335,000)  |
| مرزيسايد       | 1,353,600  | 2,118/كم²        | ليفربول (491,500)                | منطقة ليفربول الحضرية (816,000)            |
| تشيشير         | 1,003,600  | 424/كم²          | وارينغتون (202,228)              | وارينغتون (202,228)                        |
| كمبريا         | 496,200    | 73/كم²           | كارلايل (71,773)                 | كارلايل (71,773)                           |

يمثل سكان شمال غرب إنجلترا ما يزيد قليلاً عن 13٪ من إجمالي سكان إنجلترا. 37.86 ٪ من سكان الشمال الغربي يقيمون في مانشستر الكبرى، 21.39٪ في لانكشاير، 20.30 ٪ في الميرسيسايد، 14.76 ٪ في شيشاير و 7.41 ٪ يعيشون في أكبر مقاطعة حسب المنطقة وهي كمبريا.